# Petar Miljanović
Petar (Tunje) Miljanović (Husino, 16. rujna 1916. – Brezici, Ozren, travnja 1942.), narodni heroj Jugoslavije

## Životopis
Rođen na Husinu. Strojobravar. Od 1940. član KPJ. Poginuo na Ozrenu u Brezicima travnja 1942. kao politički komesar čete Ozrenskog odreda. Proglašen je narodnim herojem 27. studenoga 1953. godine.